# Љубавник
„Љубавник” је југословенски ТВ филм из 1973. године. Режирао га је Томислав Радић а сценарио је написан по делу Харолда Пинтера.

## Улоге
| Глумац             | Улога |
| ------------------ | ----- |
| Реља Башић         |       |
| Здравка Крстуловић |       |